# Topits József
Topits József András (Gödöllő, 1824. február 25.– Budapest, 1876. szeptember 27.), pesti választott polgár, fővárosi képviselő-testületi tag, a Topits József fia Első magyar gőztésztagyár (Erste ungarische Dampfmehlspeisenfabrik) alapítója és tulajdonosa, amely Magyarország első tésztagyára volt, az Országos Iparegyesület vegyészeti iparbizottság tagja, pesti virilista.

## Családja és származása

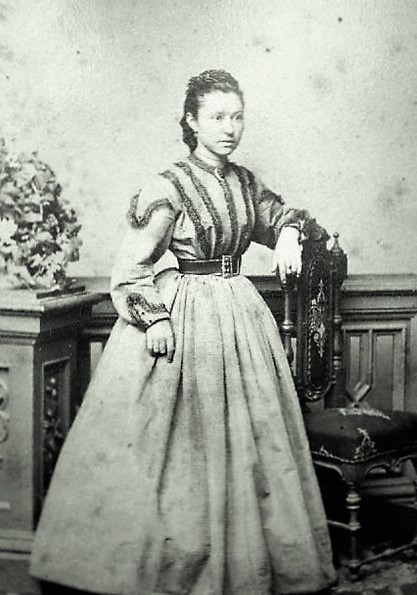
Topits Józsefné Prückler Klára (1833-1907), gyárosnő, Magyarország első gőztésztagyár-tulajdonosának, "Topits József fia gőztésztagyárnak" a felesége

A morvaországi Dubicko melletti Horní Olešná (németül: Ulischen) nevű községből való római katolikus származású, Šumperki járásbeli rohlei születésű jómódú nagypolgári Topits családnak a sarja; a Topits család a morvaországi horvátoknak a leszármazottja. Atyja Topits József (1790–1837), okleveles teológus, gödöllői kereskedő, anyja a váci születésű Dlaskovits Borbála (1805–1840) volt. Az apai nagyszülei Topits József (1756–1812), isztiméri kántor-tanító, jegyző és Braun Anna (1765–1843) voltak. Topits József Andrásnak az apai nagynénjei: Topits Katalin (1787–1859), akinek a férje Leiter Domonkos (1787–1826), aki 1812 és 1826 között Isztimér okleveles tanítója, kántortanítója és jegyzője, valamint Topits Gertrúd (1807–1871), akinek a férje Gőbel Ferenc (1799–1858), isztiméri főtanító és jegyző; az apai nagybátyja Topits Ferenc (1803–1868), várpalotai fűszerkereskedő. Topits József Andrásnak az elsőfokú unokatestvére Gőbel Ferenc és Topits Gertrúd fia Gőbel János György (1835–1903) tanító, Székesfehérvár szabad királyi város polgári-, ipari- és elemi-iskolák központi igazgatója, a fejérmegyei tanítóegyesület tiszteletbeli elnöke, az arany érdemkereszt tulajdonosa.

## Élete
Topits József és Dlaskovits Borbála házasságából egyetlenegy fia született: Topits József András, aki nagyon korán, apját 13 évesen, anyját 16 évesen vesztette el. Alig 21 évesen, igen talpraesetten az apai örökséggel, Pesten 1847-ben hozta létre a tésztagyártó üzemét, amelyből kifejlesztve 1859-ben a Topits József fia gőztésztagyárat alapította. Ez volt Magyarországon az első tésztagyár, és méghozzá, az első gőzerővel működtetett tésztagyár is. Hamarosan vagyonát gyarapította, tekintélyét emelte; a gyár egészen 1867-ig üzemelt a Hatvani utca 10-es szám alatt, amikor Topits József elnök, Weichselbeger János (1829–1874) tésztagyáros cégtársával együtt úgy döntött, hogy a Dob utca 37. szám alá költöztetik át. Ott a gyár erőre kapott és hamarosan országos hírnevet szerzett Topits József nagy szorgalmasságának köszönhetően.
Topits József aktívan vett részt Budapest közigazgatásában is, mivel a fővárosi képviselő-testületi tagja volt. 1873. november 26-án az Országos Iparegyesület vegyészeti iparbizottság tagjává választották. Topits József 1876. szeptember 27-én hunyt el Budapesten. Halála után felesége, Prückler Klára gyárosnő, vitte tovább az üzemet, amíg gyermekük, Topits Alajos József (1855–1926), vehette át a gyár vezetését.

## Házassága és gyermekei
Topits József 1853. július 19.-én Pesten feleségül vette a tekintélyes római katolikus pesti nagypolgári Prückler család sarját, Prückler Klára Eleonóra Juliannát (Pest, 1833. február 16. –Budapest, 1907. február 26.), akinek a szülei Prückler József (1804–1866), pékmester, bérpalota tulajdonos, 1848-as alhadnagy a pesti gyalog nemzetőrség 4. századánál és Danner Anna (1809–1889) voltak. Prückler Klára apai dédapja még Mária Terézia korában az alsó-bajorországi Schwarzenbachból költözött át a Magyar Királyságba. Feleségének, Prückler Klárának a nagybátyja pedig, a szintén pesti ipari úttörő Prückler Ignác (1809–1876), a "Prückler Ignácz Magyarország Első rum-, likőr- és pezsgőgyára" alapítója és tulajdonosa volt. Topits Józsefné Prückler Klárának a leánytestvérei: Prückler Eleonóra (1842–1922), akinek a férje Temple Rezső (1827–1908), a Trieszti Általános Biztosító Társulat fő-tisztviselője, Prückler Anna (1836–1911), akinek a férje Pfeifer Ferdinánd (1833–1879), könyvkiadó, könyvkereskedő, bérháztulajdonos, valamint Prückler Ilona (1853–1935), akinek a férje Pfeifer István (1840–1909) pesti könyvkereskedő, bérháztulajdonos. Topits József és Prückler Klárának az esküvői tanúk Danner Alajos (1805–1889), makói serház tulajdonos, és Prückler Ignác (1809–1876), pezsgőgyáros voltak. Topits József és Prückler Klára házasságából született két gyermek:
- Topits Alajos József (Pest, 1855. március 30. –Budapest, 1926. október 9.) tésztagyáros, a Ferenc József-rend lovagja, az Országos Ipar Tanács tagja, Országos Iparegyesület Igazgatóságának a tagja, Budapest főváros törvényhatósági bizottsága tagja.[10][16] 1.f.: Felmayer Vilma Otília (Székesfehérvár, 1860. január 7.–Budapest, 1940. szeptember 3.). 2.f.: Eckstein Franciska Otília (Pest, 1870. június 15.–Budapest, 1945. január 26.).
- Topits Mária Anna Klára "Irma" (Pest, 1857. január 26.–Budapest, 1937. március 13.), a székesfehérvári „Jótékony Nőegylet“ alelnöke.[17][18] Férje: ifjabb Felmayer István (Székesfehérvár, 1849. augusztus 29.–Székesfehérvár, 1894. március 4.), székesfehérvári kékfestőgyáros.